# Ilyas Abbadi
Pour les articles homonymes, voir Abbadi.
Ilyas Abbadi est un boxeur algérien né le 21 octobre 1992 à Chiffa (Wilaya de Blida).

## Jeunesse
Il commence la boxe à l'âge de 6 ans dans un club local. Cadet, il devient champion d'Algérie dans sa catégorie. L'année suivante, il remporte la coupe d'Algérie. Il remporte ensuite plusieurs tournois nationaux et intègre l'équipe nationale algérienne de boxe en 2007.
En 2009, il est médaillé d'argent aux championnats d Afrique junior et 5e aux championnats du monde junior en Azerbaïdjan.

## Parcours en boxe amateur chez les seniors
En 2011, Ilyas est médaillé d'argent aux championnats arabes et aux championnats d'Afrique à Yaoundé en poids welters. L'année suivante, il est qualifié aux jeux olympiques de Londres où il est éliminé par le britannique Fred Evans qui terminera vice champion de ce tournoi.
En 2013, il remporte la médaille d'or aux Jeux méditerranéens de Mersin aux dépens de Youba Ndiaye Sissokho, toujours en poids welters. Il change ensuite de catégorie et passe en poids moyens (-75 kg). En 2014, Ilyas Abbadi participe aux World Series of Boxing (WSB), compétition à laquelle il se classe 6e. La deuxième année, il termine à la 2e place.
En 2016, il participe une deuxième aux Jeux olympiques à Rio mais est éliminé au 2e tour. Il décide alors de passer dans les rangs professionnels.
Jeux olympiques
- Qualifié pour les Jeux de 2012 à Londres, Angleterre. Éliminé au 1er tour.
- Qualifié pour les Jeux de 2016 à Rio de Janeiro, Brésil. Éliminé au 2e tour.

Championnats d'Afrique de boxe amateur
- Médaille d'argent en -69 kg en 2011 à Yaoundé, Cameroun

Championnat Arabe de boxe amateur
- Médaille d'argent aux championnats arabe 2011 à Doha, Qatar

Jeux méditerranéens
- Médaillé d'or en -69 kg aux Jeux méditerranéens de 2013 à Mersin, Turquie

Autres résultats notoires
- Deuxième des World Series of Boxing en -69 kg en 2015